# Belarus 1
Belarus 1 es el primer canal de televisión público de Bielorrusia, perteneciente a Belteleradio. Emite desde las 6:00 hasta las 2:00, a diferencia de la mayoría de los canales públicos europeos, que emiten las 24 horas. 

## Historia
El canal inició emisiones el 1 de enero de 1956, siendo la filial bielorrusa de la Televisión Central Soviética. Inicialmente, el canal emitía entre 2 y 3 horas cada noche, los jueves, viernes y sábados.
Desde mediados de los años 60, comenzó su propia producción de largometrajes y documentales para televisión. En 1962, con el lanzamiento de la red de Intervisión, se inició el intercambio de programas con otras repúblicas. En las décadas de 1970 y 1980, la emisión televisiva ya cubría el 95% del territorio de Bielorrusia. 
En 1978, se puso en funcionamiento el complejo de equipos y estudios del Centro de Radio y Televisión de Bielorrusia, lo que permitió aumentar el volumen y la calidad de las imágenes en color.
En 1992, el Programa Bielorruso pasó a llamarse Canal de Televisión Bielorruso ("TBK"). Desde 1993 hasta 2021 TBK era miembro de pleno derecho de la Unión Europea de Radiodifusión.
En 1995 se creó la Agencia de Noticias de Televisión, que produce programas informativos y analíticos para la televisión bielorrusa, así como documentales.
En junio de 1996, el nombre de TBK se cambió a Televisión Bielorrusa (BT). Desde principios de la década de 2000, BT se le conocía como el Primer Canal de Televisión Nacional, nombre que se le asignó en 2006. 
En noviembre de 2011, el canal cambió su nombre a Belarus 1 y se emitieron nuevos proyectos y diseño gráfico. Desde el 30 de marzo de 2018, Belarus 1 emite en HD.

## Controversias
Los expertos internacionales y la oposición bielorrusa han considerado tradicionalmente la televisión estatal como una de las herramientas de propaganda más importantes del régimen de Lukashenko. Se la acusa de desinformación , propaganda de represión política , manipulación electoral e insultos a los críticos del régimen.
Los empleados y altos directivos de las compañías de televisión estatales, incluida Belteleradio, propietaria de Belarus 1, han sido incluidos repetidamente en la lista liderada por la UE de personas y organizaciones sancionadas en relación con violaciones de los derechos humanos en Bielorrusia, han sido incluidos en la Lista de Nacionales Especialmente Designados y Personas Bloqueadas y las listas de sanciones del Reino Unido y Suiza.
Según un periodista que abandonó el canal durante las protestas bielorrusas de agosto de 2020, Belarus 1 fue severamente censurado. Existía una lista de personas cuyos nombres no podían mencionarse en las noticias, que incluía a políticos de la oposición; había una lista negra de economistas y politólogos a quienes no se les podía pedir comentarios; se prohibía el uso de las palabras estalinismo, culto a la personalidad y gulag. El periodista Alyaksandr Luchonak, que también renunció en protesta por la propaganda, también confirmó la existencia de censura.
El 28 de mayo de 2021 la radiotelevisión bielorrusa vio suspendida su membresía de la UER por «ataques a la libertad de prensa», en el contexto del arresto de Román Protasévich. Después de que Bielorrusia no presentara alegaciones, la UER confirmó su suspensión el 1 de julio de 2021.